# Alaguilac
Alaguilac, pleme Indijanaca iz grupe Nahuatlan s rijeke Río Motagua u istočnoj Gvatemali (San Agustín), jezično (jezik alaguilac) su srodni plemenu Pipil, porodica Aztec-Tanoan. Oni su potomci Nahua što su u 11 stoljeću izvršili invaziju na Gvatemalu. Godine 1770. još ih je 1,384. govorilo materinskim jezikom, ostali su vjerojatno poprimili maya-jezike. U 2. polovici 18. st. očuvali su se u pueblima San Cristobal Acasaguastlan, Usumatlan i Tecolutan.

## Vanjske poveznice
- Áreas Lingoisticas Y Poblacion De Habla Indigena De Guatemala En 1772
- Alaguilac  Arhivirana inačica izvorne stranice od 15. veljače 2008. (Wayback Machine)